# تپه کیسه جین ۳
تپه کیسه جین ۳ مربوط به دوران‌های تاریخی پس از اسلام است و در شهرستان بوئین‌زهرا، شهر آبگرم روستای کیسه جین واقع شده و این اثر در تاریخ ۱۱ شهریور ۱۳۸۲ با شمارهٔ ثبت ۹۷۹۰ به‌عنوان یکی از آثار ملی ایران به ثبت رسیده است.